# Лейн, Саша
Са́ша Бья́нка Лейн (англ. Sasha Bianca Lane; род. 29 сентября 1995, Хьюстон, Техас, США) — американская актриса.

## Ранние годы
Лейн родилась в Хьюстоне, Техас, и выросла в Далласе. Её отец — афроамериканец, а мать родом из Новой Зеландии и имеет маорийское происхождение. После развода родителей Лейн осталась жить с матерью, с которой они часто переезжали, прежде чем остановились во Фриско, Техас. До того, как стать актрисой, Лейн работала официанткой в ресторане во Фриско, а также была выдающейся спортсменкой в командах по баскетболу и бегу. Она поступила в Университет штата Техас, но позже ушла.

## Карьера
Лейн дебютировала на большом экране с главной ролью в высоко оценённом критиками роуд-муви «Американская милашка» (2016). Она получила роль в фильме после того, как режиссёр Андреа Арнольд заметила её на пляже во время весенних каникул. Премьера фильма состоялась 15 мая 2016 года на Каннском кинофестивале, где он выиграл Приз жюри. Картина вышла в ограниченном прокате в США 30 сентября 2016 года компанией A24.
Её следующим проектом стал короткометражный фильм «Рождённая в водовороте», снятый Мерьям Джубер и вышедший в 2017 году. Лейн исполнила роль Джейн Фонды в драме 2018 года «Неправильное воспитание Кэмерон Пост» режиссёра Дезире Акхаван, выигравшей главный приз жюри на фестивале «Сандэнс». В том же году она появилась в фильме Бретта Хейли «Сердца бьются громко» вместе с Ником Офферманом и Кирси Клемонс.
В августе 2017 года Лейн присоединилась к актёрскому составу фэнтези-фильма «Хеллбой». В июле 2018 года было объявлено, что она исполнит роль в снятой Джастином Келли киноадаптации романа «Уитзи Бэт».

## Личная жизнь
Лейн — открытая лесбиянка, хотя ранее идентифицировалась как бисексуалка. Она живёт в Лос-Анджелесе. 16 апреля 2020 года Саша объявила, что родила дочь Астер.

## Фильмография
| Год  | Название на русском                  | Оригинальное название            | Роль         | Примечания             |
| ---- | ------------------------------------ | -------------------------------- | ------------ | ---------------------- |
| 2016 | Американская милашка                 | American Honey                   | Стар         |                        |
| 2017 | Рождённая в водовороте               | Born in the Maelstrom            | Ребекка      | Короткометражный фильм |
| 2018 | Неправильное воспитание Кэмерон Пост | The Miseducation of Cameron Post | Джейн Фонда  |                        |
| 2018 | Сердца бьются громко                 | Hearts Beat Loud                 | Роуз         |                        |
| 2018 | После всего                          | After Everything                 | Линдси       |                        |
| 2019 | Дэниел ненастоящий                   | Daniel Isn't Real                | Кэсси        |                        |
| 2019 | Хеллбой                              | Hellboy                          | Элис Монахэн |                        |
| 2021 | Локи                                 | Loki                             | Охотник С-20 | Сериал                 |
| 2022 | Как взорвать трубопровод             | How to Blow Up a Pipeline        | Тео          |                        |
| 2022 | Разговоры с друзьями                 | Conversations with Friends       | Бобби        | Сериал                 |
| 2023 | Переполненная комната                | The Crowded Room                 | Ариана       | Сериал                 |
| 2024 | Смерч 2                              | Twisters                         | Лилли        |                        |

## Награды и номинации
| Год  | Ассоциация                           | Категория              | Номинированная работа | Результат |
| ---- | ------------------------------------ | ---------------------- | --------------------- | --------- |
| 2016 | Премия «Готэм»                       | Актёрский прорыв       | Американская милашка  | Номинация |
| 2016 | Премия британского независимого кино | Лучшая актриса         | Американская милашка  | Победа    |
| 2016 | Ассоциация кинокритиков Остина       | Актёрский прорыв       | Американская милашка  | Номинация |
| 2016 | Ассоциация киножурналистов Индианы   | Прорыв года            | Американская милашка  | Номинация |
| 2016 | Круг женщин-кинокритиков             | Лучшая молодая актриса | Американская милашка  | Номинация |
| 2017 | Премия «Независимый дух»             | Лучшая женская роль    | Американская милашка  | Номинация |
| 2017 | Премия «Империя»                     | Лучший женский дебют   | Американская милашка  | Номинация |
| 2017 | Премия «Black Reel»                  | Лучшая актриса         | Американская милашка  | Номинация |
| 2017 | Премия «Black Reel»                  | Прорыв среди женщин    | Американская милашка  | Номинация |
| 2017 | Альянс женщин-журналистов            | Актёрский прорыв       | Американская милашка  | Номинация |
| 2017 | Альянс женщин-журналистов            | Самая смелая роль      | Американская милашка  | Номинация |